# 懷安郡
懷安郡，中国南北朝时设置的郡。
南朝齐高帝建元元年（479年）设置宁蛮校尉，同时设置懷安郡，地属平蠻府。在今湖北省襄阳市一带。永泰元年（498年），北魏夺得懷安郡，废除懷安郡。